# املین ویلیامز
املین ویلیامز (انگلیسی: Emlyn Williams؛ ۲۶ نوامبر ۱۹۰۵ – ۲۵ سپتامبر ۱۹۸۷) یک هنرپیشه اهل بریتانیا بود.
از فیلم‌ها یا برنامه‌های تلویزیونی که وی در آن نقش داشته است می‌توان به دژ، مسافرخانه جامائیکا، آخرین روزهای دولوین ، آیوانهو، اتاق ال شکل، چشم شیطان، دوک آهنی، دیکتاتور و شراره آسمانی اشاره کرد.